# Франсес Макдорманд
Франсес Луиз Макдорманд (енгл. Frances Louise McDormand; Чикаго, 23. јун 1957), рођена као Синтија Ен Смит (енгл. Cynthia Ann Smith), америчка је глумица. Део је групе малобројних уметника који су носиоци Троструке круне глуме: освојила је награде Оскар за улоге у филмовима Фарго (1996), Три билборда испред Ебинга у Мисурију (2017) и Земља номада (2020), Тони за изведбу у позоришној представи Добри људи (2011) и Еми за улогу у мини-серији Олив Китериџ (2014). Макдормандова је такође добитница једног Златног глобуса и БАФТА награде, као и четири Награде Удружења филмских критичара у различитим категоријама.

Позната је по сарадњи са својим супругом Џоелом Коеном и његовим братом Итаном - поред филма Фарго, појавила се у њиховим остварењима Крваво просто (1984), Подизање Аризоне (1987), Човек који није био ту (2001), Спалити након читања (2008) и Аве Цезаре! (2016). Поред освојеног Оскара за најбољу главну глумицу, Макдормандова има и три номинације за најбољу споредну глумицу за улоге у филмовима Мисисипи у пламену (1988), Корак до славе (2000) и Северна земља (2005). Такође је позната по филмовима Кратки резови (1993), Исконски страх (1996), Златни момци (2000) и Само не ти (2003).

## Детињство и младост
Макдормандова је рођена 23. јуна 1957. године у Чикагу (држава Илиноис). Када је имала једну и по годину, усвојио ју је брачни пар из Канаде — медицинска сестра и рецепционерка Норин Е. Никлсон и пастор Вернон В. Макдорманд. Пар није имао биолошке потомке и усвојили су још двоје деце пре него што се Франсес придружила њиховом домаћинству. Због природе посла господина Макдорманда породица се често селила, те је глумица током детињства живела у неколико градића у Илиноису, Џорџији, Кентакију и Тенесију, пре него што су се настанили у Монесену (Пенсилванија). Овде је 1975. године завршила средњу школу, a након матурирања уписала је Бетани Колеџ у Западној Вирџинији где је студирала позоришну уметност до 1979. године. Након основних студија стекла је мастер диплому у области лепих уметности на Универзитету Јејл, 1982. године. Током овог периода упознала је глумицу Холи Хантер, која јој је била цимерка.

## Филмографија
| Улоге на филму      |                                     |               |                              | |
| Година              | Српски назив                        | Изворни назив | Улога                        | Напомена |
| 1984.               | Крваво просто                       |               | Аби                          | |
| 1985.               | Талас криминала                     |               | калуђерица                   | |
| 1987.               | Подизање Аризоне                    |               | Дот                          | |
| 1988.               | Мисисипи у пламену                  |               | гђа Пел                      | Награда Националног одбора критичара за најбољу глумицу у споредној улози номинација - Оскар за најбољу глумицу у споредној улози |
| 1989.               | Чатахучи                            |               | Меј Фоли                     | |
| 1990.               | Скривене белешке                    |               | Ингрид Џеснер                | |
| 1990.               | Милерово раскршће                   |               | градоначелникова секретарица | |
| 1990.               | Човек из таме                       |               | Џули Хестингс                | |
| 1991.               | Бартон Финк                         |               | позоришна глумица            | |
| 1991.               | Месарова жена                       |               | Грејс                        | |
| 1992.               | Преминуо                            |               | Нора Сканлан                 | |
| 1993.               | Кратки резови                       |               | Бети Ведерс                  | |
| 1994.               | Сломљена срца                       |               | жена на телевизији           | |
| 1994.               | Хадсакеров човек                    |               | секретарица                  | |
| 1995.               | Рангун                              |               | Енди Баума                   | |
| 1995.               | Палуквил                            |               | Џун                          | |
| 1996.               | Фарго                               |               | Марџ Гандерсон               | Оскар за најбољу глумицу у главној улози Награда Удружења глумаца за најбољу глумицу у главној улози Награда Удружења телевизијских филмских критичара за најбољу глумицу у главној улози Награда Спирит за најбољу глумицу у главној улози Награда Националног одбора критичара за најбољу глумицу у главној улози Награда Сателит за најбољу глумицу у главној улози Награда Емпајер за најбољу глумицу номинација - Златни глобус за најбољу главну глумицу у играном филму (мјузикл или комедија) номинација - БАФТА за најбољу глумицу у главној улози номинација - Награда Удружења њујоршких филмских критичара за најбољу глумицу номинација - Награда Сатурн за најбољу глумицу (филм)  |
| 1996.               | Исконски страх                      |               | др Моли Арингтон             | |
| 1996.               | Усамљена звезда                     |               | Бани                         | |
| 1997.               | Пут за рај                          |               | др Верстак                   | |
| 1998.               | Џони Скидмаркс                      |               | Алис                         | |
| 1998.               | Мадлин                              |               | гђица Клавел                 | |
| 1998.               | Разговор анђела                     |               | Конлон                       | |
| 2000.               | Златни момци                        |               | Дин Сара Гаскел              | Награда Удружења телевизијских филмских критичара за најбољу глумицу у споредној улози Награда Бостонског друштва филмских критичара за најбољу глумицу у споредној улози |
| 2000.               | Корак до славе                      |               | Илејн Милер                  | Награда Удружења телевизијских филмских критичара за најбољу глумицу у споредној улози Награда Бостонског друштва филмских критичара за најбољу глумицу у споредној улози номинација - Оскар за најбољу глумицу у споредној улози номинација - Златни глобус за најбољу споредну глумицу у играном филму номинација - БАФТА за најбољу глумицу у споредној улози номинација - Награда Удружења филмских глумаца за најбољу глумицу у споредној улози номинација - Награда Удружења филмских глумаца за најбољу филмску поставу номинација - Награда Удружења њујоршких филмских критичара за најбољу глумицу у споредној улози номинација - Награда Сателит за најбољу глумицу у споредној улози |
| 2001.               | Човек који није био ту              |               | Дорис Крејн                  | номинација - Награда Сатурн за најбољу споредну женску улогу (филм) |
| 2002.               | Кањон Лорел                         |               | Џејн                         | номинација - Награда Спирит за најбољу глумицу у споредној улози |
| 2002.               | Град поред мора                     |               | Мишел                        | |
| 2003.               | Само не ти                          |               | Зои Бари                     | |
| 2005.               | Северна земља                       |               | Глори Доџ                    | номинација - Оскар за најбољу глумицу у споредној улози номинација - Златни глобус за најбољу споредну глумицу у играном филму номинација - БАФТА за најбољу глумицу у споредној улози номинација - Награда Удружења филмских глумаца за најбољу глумицу у споредној улози номинација - Награда Удружења телевизијских филмских критичара за најбољу глумицу у споредној улози номинација - Награда Сателит за најбољу глумицу у споредној улози |
| 2005.               | Еон Флукс                           |               | Руководилац                  | |
| 2006.               | Пријатељице пуне лове               |               | Џејн                         | |
| 2006.               | Живети за један дан                 |               | госпођица Петигру            | |
| 2008.               | Спалити након читања                |               | Линда Лицки                  | номинација - Златни глобус за најбољу главну глумицу у играном филму (мјузикл или комедија) |
| 2011.               | Ово мора да је то место             |               | Џејн                         | |
| 2011.               | Трансформерси: Тамна страна Месеца  |               | Шарлот Миринг                | |
| 2012.               | Краљевство излазећег месеца         |               | Лора Бишоп                   | номинација - Награда Бостонског друштва филмских критичара за најбољу глумачку поставу |
| 2012.               | Мадагаскар 3: Најтраженији у Европи |               | Шантал Дубојс                | глас |
| 2012.               | Обећана земља                       |               | Су Томасон                   | |
| 2014.               | Свака тајна ствар                   |               |                              | продуценткиња |
| 2015.               | Добри диносаурус                    |               | Мама                         | |
| 2016.               | Аве Цезаре!                         |               | Калхун                       | |
| 2017.               | Три плаката изван града             |               | Милдред Хејз                 | Оскар за најбољу глумицу у главној улози Златни глобус за најбољу главну глумицу у играном филму (драма) БАФТА за најбољу глумицу у главној улози Награда Удружења филмских глумаца за најбољу глумицу у главној улози Награда Удружења филмских глумаца за најбољу филмску поставу Награда Удружења телевизијских филмских критичара за најбољу глумицу у главној улози Награда Спирит за најбољу глумицу у главној улози номинација - Британска независна филмска награда за најбољу глумицу у главној улози номинација - Награда Сателит за најбољу глумицу у главној улози номинација - Интернационална награда аустралијског филмског института за најбољу глумицу                          |
| 2018.               | Острво паса                         |               |                              | глас |
| 2020.               | Земља номада                        |               | Ферн                         | такође продуценткиња |
| 2021.               | Француска депеша                    |               | Лусинда Кременц              | |
| Улоге на телевизији |                                     |               |                              | |
| 1985.               | Хантер                              |               | Нина Слоун                   | епизода: |
| 1985.               | Блуз Хил Стрита                     |               | Кони Чапман                  | 6 епизода |
| 1986.               | Спенсер тражи посао                 |               | Мери                         | епизода: |
| 1986.               | Зона сумрака                        |               | Аманда Стрикленд             | сегмент: |
| 1987.               | Рад ногу                            |               | Вили Пајпал                  | 7 епизода |
| 1995.               | Добри стари момци                   |               | Ив Каловеј                   | ТВ филм |
| 1996.               | Скривени у Америци                  |               | Гас                          | ТВ филм |
| 2001.               | Грејсино стање                      |               | Нараторка/одрасла Хана       | |
| 2006.               | Симпсонови                          |               | Мелани Апфут (глас)          | епизода: |
| 2014.               | Олив Китериџ                        |               | Олив Китериџ                 | такође продуценткиња Награда Еми за најбољу главну глумицу у мини-серији или ТВ филму номинација - Златни глобус за најбољу главну глумицу у мини-серији или ТВ филму |